# Gyeongbokgung
Gyeongbokgung (en hangul, 경복궁; en hanja, 景福宮; McCune-Reischauer, Kyǒngbokkung) fue el palacio principal durante la dinastía Joseon (1392-1910). Es uno de los cinco palacios de Seúl y cuenta con 600 años de historia.

## Historia

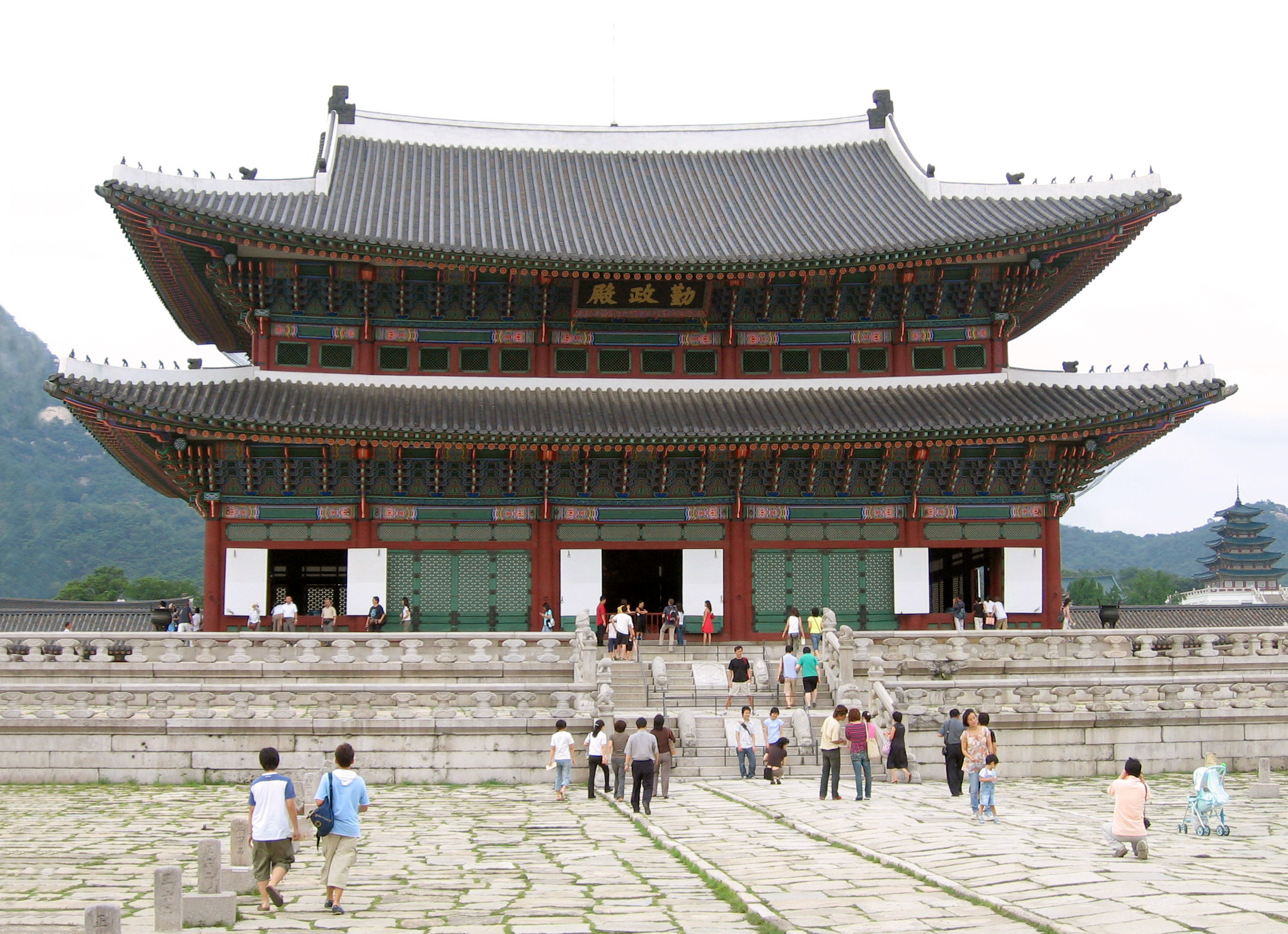
Entrada al Palacio Gyeongbukgung.

Fue edificado por el monarca que fundó la dinastía Joseon, Lee Seong-Gye, en 1395, cuando trasladó la capital de la era Goryeo a Seúl. Por estar situado en la parte norte de Seúl, solía ser llamado también Bukgwol.
El Palacio Gyeongbokgung tiene 5,4 millones de pies cuadrados de superficie y tiene planta rectangular. En el lado sur, se halla la entrada principal, Gwanghwamun. El resto de puertas del complejo reciben los siguientes nombres: la del norte, Sinmumun; la del este, Yeongchumun; y la del oeste, Geonchunmun. Dentro del palacio se hallan las edificaciones de Jeongak tales como Geunjeongjeon, Gyotaejeon, Jagyeongjeon, Gyeonghoeru, y Hyangwonjeong.
Geunjeongjeon, el salón principal, era el lugar donde se realizaban las ceremonias oficiales y los funcionarios rendían los informes matutinos ante el rey. Frente al patio interno, están trazados tres senderos de granito. El del medio, levemente más elevado, era el que empleaba el monarca, mientras que los laterales eran para la corte. En el patio, se levantaban a cada lado los Pumgyeseok. Jagyeongjeon y Gyotaejeon eran las residencias de la madre del rey y la reina, respectivamente. Jagyeongjeon es famoso por su muro florecido y Sipjangsaeng-gulttuk (chimenea). La gulttuk tiene el reconocimiento de ser una de las chimeneas más bellas hechas durante el período de Joseon, y se encuentra en la lista de los Tesoros Nacionales como el n.º 810. Gyotaejeon era el sector destinado a la vida privada de la reina, y el muro y la entrada posterior que dan al Monte Amisan son particularmente atractivos a la vista. A todo esto, lo que acentúa aún más la elegancia del Palacio Gyeongbokgung es su estanque de flores de loto, Gyeonghoeru y Hyangwonjeoung. Gyeonghoeru era el lugar donde los dignatarios extranjeros se reunían y donde se celebraban fiestas especiales cuando ocurrían buenos acontecimientos en la nación. Hyangwonjeong es un espacio dentro del patio posterior que se halla detrás de los cuartos de descanso. Al igual que Gyeonghoeru, tiene un estanque de flor de loto, pero, a diferencia de aquel, tiene características distintivas femeninas. Su arquitectura aprovecha con excelencia la geografía del rededor del monte Amisan y toda el área se funde en una gran belleza, un excelente ejemplo de la estructura tradicional de los palacios coreanos. Asimismo, dentro de Gyeongbokgung hay una biblioteca, sujeongjeon, donde los funcionarios tenían largas horas de lectura y el Sajeongjeon, oficina de trabajo del rey. 
Asimismo, en él hay numerosas reliquias históricas designadas Patrimonios Culturales. Muchas de ellas se trajeron de distintos puntos la nación; ejemplos de ellas son la Torre de piedra de diez niveles del Templo Gyeongcheonsa (n.º 86), la Torre Jigwangguksa-Hyeonmo de Beomcheonsa (n.º 101), el Reloj Cheonsang de Borugak y el Reloj de Agua de Heumgyeonggak. En 1910, cuando se firmó el tratado entre Corea y Japón, este demolió todas las construcciones del área sur de Jeongak y levantó en ella su centro de mando. El edificio japonés se halla ahora desmantelado y el palacio se encuentra en proceso de restauración.

## Tráfico
- Estación Gyeongbokgung en Línea 3 del Metro de Seúl.

- Datos: Q482485
- Multimedia: Gyeongbokgung / Q482485